# Lidiia Iakovleva
Pour les articles homonymes, voir Iakovlev.
Lidiia Artiomovna Iakovleva (russe : Лидия Артёмовна Яковлева), née le 14 août 2001 à Kirov, est une sauteuse à ski russe.

## Biographie
Sa sœur Maria est aussi une sauteuse à ski.
Licenciée au Dynamo Saint-Pétersbourg, elle fait ses débuts internationaux en 2014 dans la Coupe continentale en 2014. Elle obtient son premier podium dans cette compétition trois ans plus tard à Trondheim.
En 2018, elle obtient sa première sélection pour les Championnats du monde junior et y prend la médaille d'argent à l'épreuve par équipes. Au mois de mars, elle est appelée pour participer à la Coupe du monde à Oberstdorf (31e).
En décembre 2018, elle marque ses premiers points dans la Coupe du monde à Lillehammer en terminant huitième. Le lendemain, elle surprend toutes ses adversaires dont Maren Lundby pour décrocher sa première victoire à ce niveau.
Aux Championnats du monde junior 2019, elle enlève les deux titres aux épreuves par équipes féminine et mixte et la médaille d'argent en individuel. Elle fait ses débuts cette même saison dans les Championnats du monde sénior à Seefeld (21e en individuel et cinquième par équipes).
En 2020, elle devient championne de Russie.

## Palmarès

### Championnats du monde
| Épreuve / Édition | Seefeld 2019 |
| Individuel        | 21e          |
| par équipes       | 5e           |

### Coupe du monde
- Meilleur classement général : 13e en 2019.
- 1 podium individuel : 1 victoire.

Palmarès à l'issue de la saison 2018-2019

#### Victoires individuelles
| Année | Lieu                  |
| 2019  | Lillehammer (Norvège) |

#### Classements généraux annuels
| Année | Rang |
| 2019  | 13e  |
| 2020  | 23e  |

### Championnats du monde junior
- Kandersteg 2018 :
  -  Médaille d'argent par équipes.
- Lahti 2019 :
  -  Médaille d'or par équipes.
  -  Médaille d'or par équipes mixtes.
  -  Médaille d'argent en individuel.

### Festival olympique de la jeunesse européenne
- Médaille de bronze par équipes mixtes en 2017.

### Coupe continentale
- Meilleur classement général : 1re en 2018.
- 5 podiums, dont 1 victoire.